# Raskens
Raskens är en roman av Vilhelm Moberg från 1927, som blev Mobergs genombrottsroman. Historien om den indelte soldaten Rask gjordes också 1976 till en uppmärksammad och omtyckt TV-serie.

## Handling
Berättelsen utspelar sig under senare hälften av 1800-talet i sydöstra Småland och handlar om den fattige drängen Gustav som blir indelt soldat och tilldelas ett soldattorp och soldatnamnet Rask. Han gifter sig med den fattiga pigan Ida. Romanen handlar om parets strävsamma liv på torpet, men den är också ett tidsdokument över hur många människor levde i Sverige vid den tiden; systemet med indelta soldater avskaffades 1901. Inspiration till romanfiguren Rasken fick Vilhelm Moberg från sin egen far, som var soldat vid Konga kompani vid Kalmar regemente.